# Мінамі Казукі
Казукі Мінамі (24 січня 2000 , Ямаґучі ) — японський гімнаст, чемпіон світу в командних змаганнях, призер чемпіонатів світу у вільних вправах.

## Результати на турнірах
| Рік  | Змагання               | КБ | ІБ | Вільні вправи | Кінь | Кільця | Опорний стрибок | Паралельні бруси | Перекладина |
| ---- | ---------------------- | -- | -- | ------------- | ---- | ------ | --------------- | ---------------- | ----------- |
| 2019 | Кубок світу в Котбусі  |    |    | 1             |      |        |                 |                  |             |
| 2019 | Кубок виклику в Парижі |    |    | 1             |      |        |                 |                  |             |
| 2020 | Кубок світу в Баку     |    |    | 5             |      |        |                 |                  |             |
| 2021 | Чемпіонат світу        |    |    | 2             |      |        |                 |                  |             |
| 2023 | Кубок світу в Досі     |    |    | 2             |      |        | 6               |                  |             |
| 2023 | Чемпіонат світу        | 1  |    | 2             |      |        | 12              |                  |             |